# 夏威夷王
夏威夷王，是日本純種競賽馬匹。生涯稱霸一哩至中距離賽事，曾於2004年勝出NHK一哩賽及東京優駿（日本打吡），成爲日本賽馬史上首匹變則二冠馬。由於其於賽場的表現極具統治力且生涯僅得一敗，因而被稱爲「最強的大王」，並於2024年被選爲日本中央競馬會殿堂馬。

## 出賽前
2001年3月20日出生於北海道早來町（今安平町）北部牧場，於拍賣會上被馬主金子真人以8190萬日圓購入。
其後交由栗東訓練中心練馬師松田國英訓練。

## 競賽生涯

### 2歲
2003年11月16日出戰京都競馬場2歲新馬戰，比賽途中以凌厲的姿態輕鬆獲得首勝。
12月13日出戰條件戰歐石楠賞，再度以強大的表現勝出賽事。

### 3歲
2004年1月18日以京成盃作爲首戰，比賽初段於中團位置追走，並於比賽途中逐步爬升至先頭位置。進入直路後，其隨即加速衝刺，可惜被後方的Focal Point超越下亦未能追上Meiner Makros，最終以第三完賽。
2月29日出戰公開賽堇錦標，其於比賽初段一直保持於先頭位置，進入直路後隨即佔先並繼續加速，最終於跑出全場最快末腳下成功拋離後方馬匹2 1/2馬位取勝。
3月27日出戰每日盃，由於主戰騎師安藤勝己需要策騎尊師重道遠征阿聯酋出戰杜拜世界盃，因而由福永祐一代打策騎。比賽開始後，前方由Meiner Makros領放，第一人氣的Shell Game則於處於第二，而夏威夷王則於第三的位置追趕兩名對手。通過最後彎道時候，夏威夷王開始發力超越前方的對手取得領先，並於進入直路後隨即加速轟出後600米34.5秒的快速末腳，最終成功拉開和後方的距離以2 1/2馬位優勢取得首個分級賽冠軍。
其後出戰NHK一哩賽，重新由安藤執繮。比賽開始後，其無視前方領放先行馬因激烈爭奪而組成的前600米45.6秒的較快步速，保持自身節奏於中團位置緩慢追走。通過最後彎道時，其抽出大外檔望空，進入直路後隨即運用此優秀加速，最終於其凌厲的勢頭之下，前方馬匹悉數被超越，其亦以破幾力的1分32.5秒時間及5馬位優勢奪得首個一級賽冠軍。
5月30日出戰東京優駿，賽前獲得第一人氣。比賽開始後，前方的Meiner Makros進行快放並做出前1000米57.6秒的超快步速，夏威夷王則於第六的先行位置逐步推進。比賽中團，騎師安藤爲對應對先行馬不利的快步速，選擇控制其的速度並指揮其墮後等待時機，通過第三彎道後才再度加速上前。進入直路後，夏威夷王經過此前的二段經已處於前方，並於外檔衝出成功於上斜前取得領先。直路中段，以皋月賞馬大和主將爲首的先行集團因此前的快步速影響開始力竭，不斷失速之下給予了夏威夷王繼續拉開距離的機會。最終其於轟出後600米35.4秒的末腳之下，成功拋離後上馬真心呼喚1 1/2馬位奪得冠軍，成爲了日本賽馬史上首匹變則二冠馬，其2分23.3秒的完賽時間亦成功將1990年由艾尼風神創立的紀錄推前2秒，彰顯了其於賽場上的統治力。
入秋後以神戶新聞盃作爲首戰，於其中再度以優秀的末腳速度擊敗Keiai Guard及真心呼喚取得冠軍。
贏得神戶新聞盃後其原定以秋季天皇賞爲目標備戰，但於訓練途中被發現右前腳患有肌腱炎，最終陣營宣佈安排其退役。
年末，由於其贏得變則二冠，因而於評選中以近乎全票的281票當選最佳3歲雄馬，但於日本馬王評選中則大敗當年奪得秋季古馬三冠的荒漠英雄。

### 詳細賽績
| 日期       | 舉辦國家 | 馬場 | 距離   | 級別 | 賽事名稱   | 負重 | 騎師     | 馬號 | 出馬 | 名次 | 時間   | 頭馬（二馬）      |
| ---------- | -------- | ---- | ------ | ---- | ---------- | ---- | -------- | ---- | ---- | ---- | ------ | ----------------- |
| 16/11/2003 | 日本     | 京都 | 草1800 |      | 2歲新馬    | 55   | 安藤勝己 | 12   | 12   | 1    | 1:50.5 | （Universal）     |
| 12/12/2003 | 日本     | 阪神 | 草2000 |      | 歐石楠賞   | 55   | 武豐     | 5    | 12   | 1    | 2:02.6 | （Great Basin）   |
| 18/1/2004  | 日本     | 中山 | 草2000 | GIII | 京成盃     | 56   | 范嘉堯   | 4    | 10   | 3    | 2:00.0 | Focal Point       |
| 29/2/2004  | 日本     | 阪神 | 草2200 | OP   | 堇錦標     | 56   | 安藤勝己 | 7    | 7    | 1    | 2:16.4 | （Stratagem）     |
| 27/3/2004  | 日本     | 阪神 | 草2000 | GIII | 每日盃     | 57   | 福永祐一 | 8    | 8    | 1    | 2:01.2 | （Shell Game）    |
| 9/5/2003   | 日本     | 東京 | 草1600 | GI   | NHK一哩賽  | 57   | 安藤勝己 | 13   | 18   | 1    | 1:32.5 | （Cosmo Sunbeam） |
| 30/5/2004  | 日本     | 東京 | 草2400 | GI   | 東京優駿   | 57   | 安藤勝己 | 12   | 18   | 1    | 2:23.3 | （真心呼喚）      |
| 26/9/2004  | 日本     | 阪神 | 草2000 | GII  | 神戶新聞盃 | 56   | 安藤勝己 | 7    | 8    | 1    | 1:59.0 | （Keiai Guard）   |

## 退役後
退役後，夏威夷王成為了配種馬，於北海道早來町（今安平町）社台Stallion Station休養，在2005年進行配種。首批子嗣於2006年出生。首批子嗣可於2008年出賽。8月10日，五花馬在函館兩歲錦標取勝，成為首匹勝出分級賽的子嗣。2009年12月13日，玫瑰帝國於朝日盃未來錦標取勝，成爲了首匹勝出一級賽的夏威夷王子嗣。
縱觀其配種生涯，由於其本身不含當時於日本為主流的週日寧靜系血統，且其遺傳基因多數帶有力量及爆發力的因子，因而於當時和以速度型著稱的大震撼血統互補且有相當優異的配合，如打破多項紀錄的九冠女皇杏目正是出自夏威夷王子嗣龍王及大震撼子嗣火神的配合。
2019年由配種馬退役，繼續於社台Stallion Station內以功勞馬身份進行養老生活；同年8月9日於養老地死亡，享年18歲，死因推測為糖尿病。
2024年6月4日，夏威夷王被選出為日本中央競馬會第37匹殿堂馬，在176票中獲得143票。

### 主要子嗣

#### 一級賽優勝子嗣
粗體字為一級賽
2007年生
- 大成傳奇（星團盃、日本育馬場盃短途賽、東京盃）
- 夏威夷鳥（阪神兩歲牝馬錦標、櫻花賞、優駿牝馬、秋華賞、維多利亞一哩賽）
- 玫瑰帝國（東京體育盃兩歲錦標、朝日盃未來錦標、神戶新聞盃、日本盃、京都大賞典）
- 統治地位（鳴尾紀念、日經新春盃、金鯱賞、美國賽馬會盃、 女皇盃）

2008年生
- 龍王（京阪盃、絲路錦標、兩次短途馬錦標、 兩次香港短途錦標、阪急盃、高松宮紀念、安田紀念）
- 巴比倫王（武藏野錦標、日本盃泥地大賽）

2009年生
- Hatano Vainqueur（日本泥地打吡、川崎紀念、育馬者金盃）
- 北港火山（獵豹錦標、佐賀紀念、名古屋大賞典、天蠍錦標、柏市紀念、兩次帝王賞、日本育馬場盃經典賽、兩次東京大賞典、三次川崎紀念、日本冠軍盃）

2010年生
- 朗日清天（中山金盃、京都紀念、鳴尾紀念、寶塚紀念、京都大賞典、秋季天皇賞）

2012年生
- 大鳴大放（皋月賞、東京優駿、中山紀念）
- 唐吉快跑（櫻花賞、京都牝馬錦標）

2013年生
- 醋丈夫（朝日盃未來錦標）
- 覓奇火箭（日經新春盃、寶塚紀念）

2014年生
- 金之霸（希望錦標、東京優駿、神戶新聞盃、產經賞、秋季天皇賞）

2015年生
- 中和魔匠（名古屋大獎賽、大尾光紀念、平安錦標、日本育馬場盃經典賽、兩次川崎紀念、日本冠軍盃）

2017年生
- 電閃驚雷（天狼星錦標、日本冠軍盃）

2018年生
- 尼羅長流（二月錦標）

2019年生
- 艷玫華彩（百花盃、紫苑錦標、秋華賞、女皇伊利沙伯二世盃）

#### 分級賽優勝子嗣
2006年生
- 黃金卷（兵庫冠軍錦標）
- Keiai Dosojin（鑽石錦標、阪神春季跳欄賽）
- 東海奧秘（北九州紀念）
- 五花馬（函館兩歲錦標、京成盃秋季讓賽）

2007年生
- Mikki Dream（朝日挑戰盃）
- Hiraboku King（平安錦標）
- Admire Royal（子犬座錦標）
- 邁向輝煌（中日新聞盃、京都紀念、日經賞、日經新春盃、鳴尾紀念）
- 宇宙感應（雅靈頓盃）
- Solitary King（東海錦標，日本電視盃、水星盃）
- Nice Meet You（天狼星錦標、水星盃）
- Tagano Zingaro（杜若紀念）
- 大都會（三月錦標）
- 玫瑰夜（兩次中山牝馬錦標）
- 昇龍明月（鬱金香賞、京都牝馬錦標、朝日挑戰盃）

2008年生
- 達標（新潟大賞典、小倉大賞典、京都大賞典、目黑紀念）

2009年生
- 啟愛上品（福島牝馬錦標、京都牝馬錦標）

2010年生
- 足球名將（札幌兩歲錦標、東京體育盃兩歲錦標）
- Dia de la Madre（人魚錦標、府中牝馬錦標、愛知盃）
- 擊鼓通話（阪急盃）

2011年生
- 櫻花帝王（札幌紀念）
- 御園天王（京都錦標）
- 邁向世界（彌生賞）
- 高野長老（獵鷹錦標）
- 良才輩出（東京跳欄錦標、東京跳欄賽）
- 鈴鹿不羈（新潟大賞典）

2012年生
- Centurion（三月錦標）
- 至大光城（愛知盃、人魚錦標）
- 山勝最強（新西蘭盃、福島紀念、中山金盃、兩次金鯱賞）
- 蘇丹（新潟兩歲錦標）
- 東瀛稱霸（中山牝馬錦標）
- 賢者（讀賣盃、打吡公爵挑戰盃）
- 疾風之夢（青葉賞、日經新春盃）
- Cryptogram（目黑紀念）

2013年生
- Cecchino（花仙錦標）
- 天域龍馬（每日盃兩歲錦標）
- Angel Face（百花盃）
- Great Pearl（平安錦標、天蠍錦標）

2014年生
- 天域皇宮（挑戰盃）
- 大和卡尼（葉森盃）

2015年生
- Leyenda（葉森盃）
- Liberty Heights（雌馬賽）
- 笑一笑（鑽石錦標、新潟紀念、阪神大賞典）

2016年生
- 極好事（新潟紀念）
- 飛雪駒（獵豹錦標、函館紀念、阿根廷共和國盃）
- Courageux Guerrier（京都兩歲錦標）
- 皇庭譜曲（中日新聞盃、目黑紀念、鳴尾紀念）
- 怡樂赤駿（京都新聞盃）

2017年生
- Succession（新潟跳欄錦標）
- 沉醉節拍（目黑紀念）
- 赤百合（愛知盃）
- 前所未有（福島紀念）

2018年生
- 好森林（雅靈頓盃）
- 指環魔力（玫瑰錦標）
- 炫白星飛（日經電台賞）
- Diktaean（浦和紀念、名古屋大獎賽、白山大賞典）
- 緋紅玫瑰（大尾光紀念、平安錦標）

2019年生
- 紅顏好命（花仙錦標）
- 跨國世遺（日經賞、目黑紀念）

## 血統簡介
父系金滿寶曾三勝一級賽，亦爲近代著名種馬之一。祖父淘金者爲美國著名種馬，於近代擁有巨大影響力，和加拿大種馬北地舞人被譽爲兩大改變世界賽馬的偉大種馬。
母系Manfath爲愛爾蘭生產的英國賽駒，生涯出戰七場賽事全敗。外祖父最後大官爲愛爾蘭生產的法國賽駒，生涯戰績優秀，曾勝出一級賽育馬者盃一哩大賽及皇席錦標。

### 血統表
| 父線：金滿寶系（淘金者系）        |                           |                |               |
| 種馬 金滿寶 1990年（棗色）        | 淘金者 1970年（棗色）     | Raise a Native | 天才舞者      |
| 種馬 金滿寶 1990年（棗色）        | 淘金者 1970年（棗色）     | Raise a Native | Raise You     |
| 種馬 金滿寶 1990年（棗色）        | 淘金者 1970年（棗色）     | Gold Digger    | Nashua        |
| 種馬 金滿寶 1990年（棗色）        | 淘金者 1970年（棗色）     | Gold Digger    | Sequence      |
| 種馬 金滿寶 1990年（棗色）        | Miesque 1984年（棗色）    | 雷利耶夫       | 北地舞人      |
| 種馬 金滿寶 1990年（棗色）        | Miesque 1984年（棗色）    | 雷利耶夫       | Special       |
| 種馬 金滿寶 1990年（棗色）        | Miesque 1984年（棗色）    | Pasadoble      | Prove Out     |
| 種馬 金滿寶 1990年（棗色）        | Miesque 1984年（棗色）    | Pasadoble      | Santa Quilla  |
| 繁殖雌馬 Manfath 1991年（深棗色） | 最後大官 1983年（深棗色） | Try My Best    | 北地舞人      |
| 繁殖雌馬 Manfath 1991年（深棗色） | 最後大官 1983年（深棗色） | Try My Best    | Sex Appeal    |
| 繁殖雌馬 Manfath 1991年（深棗色） | 最後大官 1983年（深棗色） | Mill Princess  | 水車礁石      |
| 繁殖雌馬 Manfath 1991年（深棗色） | 最後大官 1983年（深棗色） | Mill Princess  | Irish Lass    |
| 繁殖雌馬 Manfath 1991年（深棗色） | Pilot Bird 1983年（棗色） | Blakeney       | Hethersett    |
| 繁殖雌馬 Manfath 1991年（深棗色） | Pilot Bird 1983年（棗色） | Blakeney       | Windmill Girl |
| 繁殖雌馬 Manfath 1991年（深棗色） | Pilot Bird 1983年（棗色） | The Dancer     | 翠綠舞人      |
| 繁殖雌馬 Manfath 1991年（深棗色） | Pilot Bird 1983年（棗色） | The Dancer     | Khazaeen      |
| 雌系：Eclair系（號族：22-d）      |                           |                |               |
| 五代內近親交配：北地舞人 4×4      |                           |                |               |

## 命名由來
名字King Kamehameha（キングカメハメハ）出自夏威夷王國開國者卡美哈梅哈一世的名字，香港則取其意思，翻譯为「夏威夷王」。

## 外部連結
- 夏威夷王 netkeiba.com （页面存档备份，存于）

- 血統表 （页面存档备份，存于）